# Litopus superbus
Litopus superbus là một loài bọ cánh cứng trong họ Cerambycidae.